# سوانسون ۱۵۱۰۶
سیارک ۱۵۱۰۶ (به انگلیسی: 15106 Swanson، نامگذاری:2000CA45) پانزده هزار و صد و ششمین سیارک کشف شده‌است که در ۲ فوریه ۲۰۰۰ کشف شد.
قدر مطلق سیارک برابر ۱۸.۶ است.